# 조르주 브라상
조르주 브라상(Georges Brassens, 1921년 10월 22일 ~ 1981년 10월 29일)은 프랑스의 싱어송라이터이다.
기타를 치면서 자기가 작곡한 작품을 부르는 최고의 샹소니에로 불렸다. 남프랑스 세이트에서 석공의 아들로 태어났다. 어머니는 이탈리아인이다. 1940년에 파리로 나와 방랑생활을 보낸 뒤, 1952년에 파타슈가 경영하는 '새 파타슈'에서 노래를 불렀다. 1954년에 <우산>, <무덤파는 인부>로 디스크 대상을 받았다. 그 작품에는 날카로운 풍자와 유머가 있다. 노래 외에 책을 여러 권 쓰기도 했다.